# Cimitero nazionale di Arlington
Il cimitero nazionale di Arlington (Arlington National Cemetery), situato nella contea di Arlington, in Virginia, è un cimitero militare statunitense creato durante la guerra di secessione sul terreno attiguo alla casa di Robert Edward Lee. È situato esattamente di fronte a Washington, sull'altra sponda del fiume Potomac, vicino al Pentagono.
Il cimitero di Arlington è stato designato ufficialmente come cimitero militare il 15 giugno 1864 dal segretario alla guerra Edwin McMasters Stanton; oltre 400 000 persone sono state sepolte in questo cimitero. Vi sono sepolti veterani di tutte le guerre statunitensi, dalla guerra d’indipendenza agli attentati del 2001.

## La tomba dei militi ignoti
La tomba dei militi ignoti (letteralmente Tomb of the Unknowns, Tomba degli Sconosciuti) è uno dei luoghi più conosciuti del cimitero, posto su una collinetta di fronte alla città di Washington. La tomba è composta da sette pezzi di marmo bianco provenienti dalla città di Marble in Colorado, per un peso totale di 79 tonnellate. La tomba fu inaugurata il 9 aprile 1932 e costò la cifra di 48.000 dollari.
Si presenta come un sarcofago di forma piana con delle lesene ai lati. Sul lato a Est, di fronte a Washington, sono scolpite tre statue greche rappresentanti la pace, il valore e la vittoria. Sul lato Ovest è scolpito il seguente motto: Here rests in honored glory an american soldier known but to God (letteralmente "Qui riposa con gloria onorevole un soldato americano conosciuto solo a Dio").
Le sei ghirlande disegnate sui muri a nord e sud della tomba rappresentano sei delle principali battaglie della prima guerra mondiale. Il sarcofago è stato costruito sulla tomba del milite ignoto della prima guerra mondiale. A ovest di questa si trovano quelle dei militi ignoti della seconda guerra mondiale e della guerra di Corea. Tra le due si trova la tomba che conteneva le ceneri del soldato sconosciuto della guerra del Vietnam.

### Prima guerra mondiale
Il 4 marzo 1921, dopo che l'Inghilterra aveva sepolto un soldato sconosciuto nell'abbazia di Westminster e che la Francia aveva reso omaggio ai suoi soldati con la tomba sotto l'Arco di Trionfo a Parigi, il Congresso degli Stati Uniti approvò la sepoltura di un soldato statunitense sconosciuto.
Il 30 maggio 1921 (Memorial Day) quattro cadaveri sconosciuti furono riesumati da quattro cimiteri militari statunitensi della prima guerra mondiale; uno di questi fu scelto dal sergente Edward F. Younger, eroe di guerra, il 24 ottobre a Châlons-en-Champagne. Questo soldato fu trasportato negli Stati Uniti a bordo dell'USS Olympia, mentre gli altri tre furono nuovamente sepolti al cimitero di Meuse.
La bara contenente i resti del soldato rimase al Campidoglio di Washington fino all'11 novembre, anniversario dell'armistizio. Il presidente Warren G. Harding ufficiò la cerimonia di sepoltura ad Arlington decorando il Milite Ignoto con la Victoria Cross in nome del re Giorgio V e con la Medaglia d'oro al valor militare in nome del re Vittorio Emanuele III.

### Seconda guerra mondiale
Il 3 agosto 1956, il presidente Eisenhower approvò di rendere omaggio ai soldati sconosciuti caduti della seconda guerra mondiale e della guerra di Corea. La cerimonia di scelta e di riesumazione degli sconosciuti ebbe luogo nel 1958.
I resti di due soldati sconosciuti - uno dall'Europa e uno dal Pacifico - furono trasportati a bordo dell'USS Canberra, dove il soldato di prima classe William R. Charrette scelse una delle due bare. Le spoglie dell'altro soldato sconosciuto furono sepolte solennemente in mare.
Quattro statunitensi morti durante la guerra di Corea furono riesumati al cimitero militare delle Hawaii. Il sergente Net Lyde scelse tra i quattro.
I due resti dei soldati sconosciuti scelti arrivarono a Washington il 28 maggio 1958 e riposarono al Campidoglio per due giorni. Furono allora trasportati al cimitero di Arlington, decorati con la medaglia d'onore dal presidente Eisenhower e sepolti a fianco dei loro compagni della prima guerra mondiale.
In questo cimitero è sepolto anche John Basilone, l'unico marine della seconda guerra mondiale ad aver ricevuto sia la Navy Cross che la Medaglia d'Onore e Audie Murphy il soldato più decorato della seconda guerra mondiale.

### Guerra del Vietnam

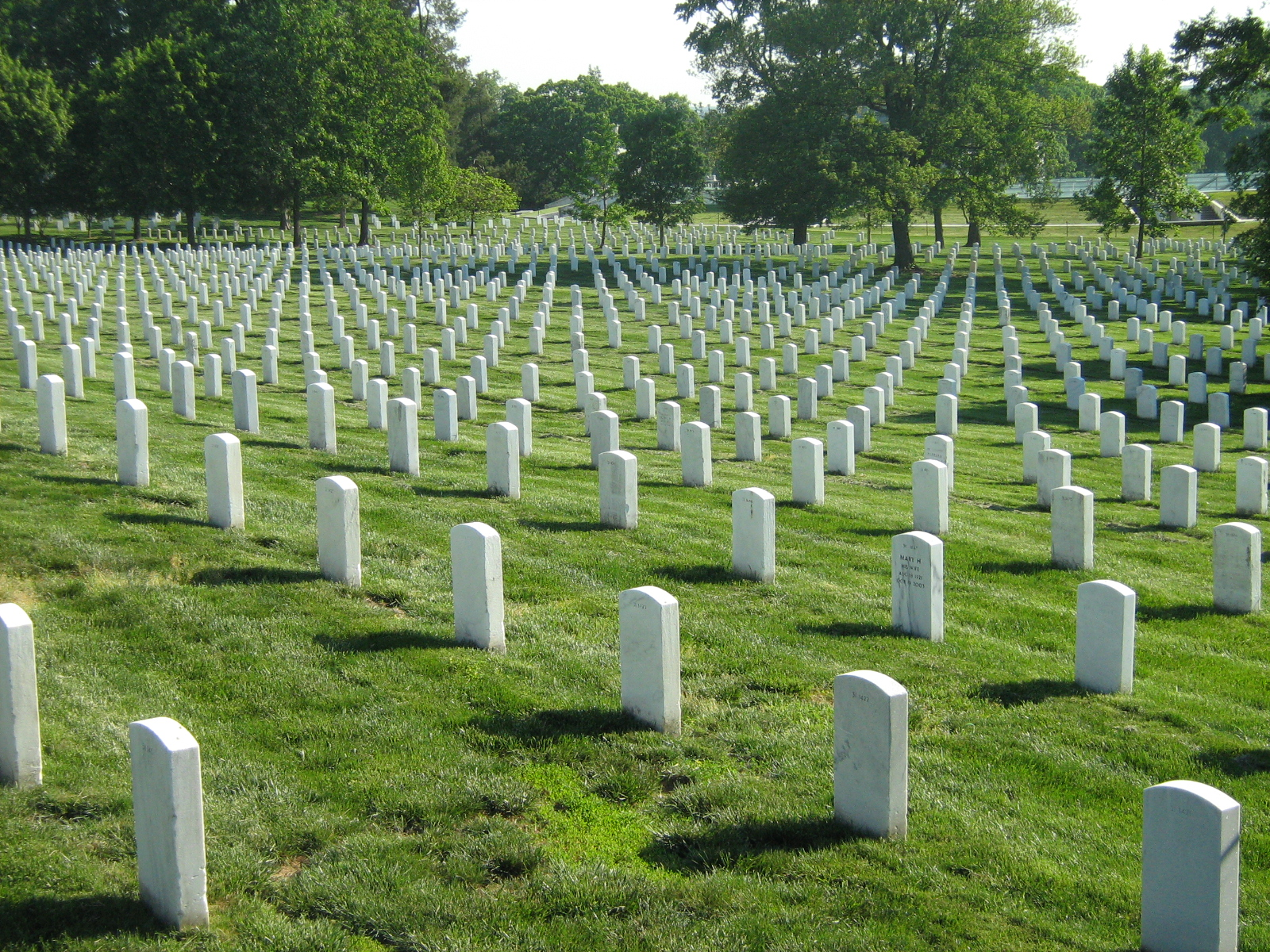
Cimitero di Arlington

Il milite ignoto della guerra del Vietnam fu designato il 17 maggio 1984 con una cerimonia a Pearl Harbor dal sergente maggiore Allan Jay Kellog Jr. e fu trasportato a bordo dell'USS Brewton fino in California e poi al Campidoglio, dove giunse il 25 maggio. Numerosi veterani di guerra resero omaggio al milite ignoto, che fu sepolto con cerimonia ufficiale officiata da Ronald Reagan che lo decorò con la medaglia d’onore.
Con i progressi nel test del DNA, la salma fu riesumata il 14 maggio 1998 e identificata come i resti del luogotenente Michael Joseph Blassie, morto in combattimento nel 1972. Le spoglie furono rese alla famiglia il 10 luglio successivo. Fu deciso, allora, che la bara che conteneva i resti del milite ignoto del Vietnam rimanesse vuota.
La tomba del milite ignoto è vigilata 24 ore su 24, 365 giorni all'anno. Essere selezionato come picchetto d’onore è anche un privilegio.

## Tombe monumentali
Altri luoghi al cimitero di Arlington sono oggetto di visita:
- la tomba di John Fitzgerald Kennedy e della sposa Jacqueline Bouvier Kennedy Onassis
- la tomba di Robert Kennedy
- la tomba di Edward Kennedy
- Il monumento della battaglia di Iwo Jima
- Il monumento ai 266 morti durante il naufragio del Maine
- Il monumento agli astronauti dispersi nella catastrofe della navetta spaziale Challenger e Columbia
- Il monumento del Pentagono, in onore delle 184 vittime dell'attentato terroristico dell'11 settembre 2001
- Il monumento ai 270 morti durante l'esplosione del volo Pan Am 103 sopra Lockerbie in Scozia

## Personalità sepolte
Tra i sepolti nel Cimitero nazionale di Arlington possono essere citati:
- George Adamski (1891 - 1965), ufologo e contattista polacco naturalizzato statunitense
- Michael Anderson (1959 - 2003), astronauta
- John Basilone (1916 - 1945), militare
- Jacqueline Bouvier (1929 - 1994), first lady Stati Uniti
- David McDowell Brown (1956 - 2003), astronauta
- Frank Buckles (1901 - 2011), militare
- Roger Chaffee (1935 - 1967), astronauta e ingegnere
- Laurel Clark (1961 - 2003), astronauta
- Clark Clifford (1906 - 1998), avvocato, consigliere presidenziale e segretario della difesa
- Charles Conrad (1930 - 1999), astronauta
- Jackie Cooper (1922 - 2011), attore e regista
- Donn Eisele (1930 - 1987), astronauta
- Medgar Evers (1925 - 1963), attivista e politico
- R. Lee Ermey (1944 - 2018), attore e militare
- Gordon Fullerton (1936 - 2013), astronauta
- Charles Whitney Gilmore (1874 - 1945), paleontologo
- Ruth Bader Ginsburg (1933 - 2020), giurista e giudice della Corte Suprema degli Stati Uniti
- Virgil Grissom (1926 - 1967), astronauta
- Dashiell Hammett (1894 - 1961), scrittore
- Henry Hartsfield (1933 - 2014), astronauta
- Ira Hayes (1923 - 1955), militare
- Willis Bradley Haviland (1890 - 1944), pioniere dell'aviazione imbarcata
- Matthew Henson (1866 - 1955), esploratore
- Marguerite Higgins (1920 - 1966), giornalista vincitrice del premio Pulitzer
- Richard J. Hinton (1830 - 1901), miliare e giornalista
- Grace Murray Hopper (1906 - 1992) militare e matematica
- James Irwin (1930 - 1991), astronauta
- Edward "Ted" Kennedy (1932 - 2009), politico
- John Fitzgerald Kennedy (1917 - 1963), politico e Presidente degli Stati Uniti
- Robert Kennedy (1925 - 1968), politico
- Otto Kerner (1908 - 1976), politico, magistrato, generale e 33º governatore dell'Illinois
- Henry Kissinger (1923 - 2023), politico, diplomatico e segretario di Stato degli Stati Uniti
- Robert Todd Lincoln (1843 - 1926), politico
- Joe Louis (1914 - 1981), pugile
- Mike Mansfield (1903 - 2001), politico e diplomatico
- George Marshall (1880 - 1959), generale e politico
- Lee Marvin (1924 - 1987), attore
- Robert McNamara (1916 - 2009), politico
- Glenn Miller (1904 - 1944), direttore d'orchestra e compositore statunitense (monumento commemorativo, il corpo di Miller non fu mai ritrovato)
- Audie Murphy (1924 - 1971), attore, militare, musicista e scrittore
- Milite ignoto
- Maureen O'Hara (1920 - 2015), attrice irlandese naturalizzata statunitense
- Robert Overmyer (1936 - 1996), astronauta
- Robert Edwin Peary (1856 - 1920), esploratore
- John Pershing (1860 - 1948), generale
- Colin Powell (1937 - 2021), generale e segretario di Stato degli Stati Uniti
- David Rittenhouse (1894 - 1962), aviatore vincitore dell'edizione della Coppa Schneider del 1923
- Stuart Roosa (1933 - 1994), astronauta
- Donald Rumsfeld (1932 - 2021), politico e segretario della Difesa
- Dick Scobee (1939 - 1986), astronauta
- Robert Raymond Scott (1915 - 1941), militare e marinaio
- Michael John Smith (1945 - 1986), astronauta
- William Howard Taft (1857 - 1930), politico e presidente degli Stati Uniti
- Kenneth A. Walsh (1916 - 1998), militare
- Earl Warren (1891 - 1974), politico
- Joshua Wheeler (1975 - 2015), militare
- Clifton Williams (1932 - 1967), astronauta